# 鎮宅霊符神社
鎮宅霊符神社（ちんたくれいふじんじゃ）は、奈良県奈良市陰陽町にある神社。

## 概要
陰陽師鎮守の祭壇所となる神社であり、創建は永久5年（1117年）、『元要記』に『興福寺行疫神、鳥羽院御宇、永久五年正月社壇建立、南都四箇陰陽師仕之』との記録が残る。宮司は南都御霊神社宮司の兼務。
祭神の天之御中主神は天地開闢の神である。近世には北極星の神格化である妙見菩薩と習合されるようになった。
阿吽2対の狛犬は笑ったような顔をしている。

## 祭神
- 主祭神 - 天之御中主神（鎮宅霊符神）[1]

## 境内
- 本殿
- 拝殿
- 住吉神社 - 祭神：住吉三神（底筒男神、中筒男神、表筒男神）
- 神門 - 「鎮宅霊符神」の扁額が掛かる[1]。

## 交通アクセス
- 奈良交通バス「南袋町」下車、徒歩3分（経路案内）。
- 近鉄奈良駅2番出口より徒歩11分（経路案内）。
- JR奈良駅東口より徒歩15分（経路案内）。